# Župa Sv. Petra i Pavla u Mrzlom Polju Žumberačkom
Župa Sv. Petra i Pavla u Mrzlom Polju Žumberačkom je grkokatolička župa u Žumberku.  

## Povijest
Gotovo je sigurno da je ova župa osnovana početkom 17. stoljeća. Osnovana je za istočni dio Žumberka, dok je za zapadni dio osnovana župa u Radatovićima.
Godine 1641. mrzlopoljsku župu spominje glagoljaš Rafael Levaković u svom pismu za Vatikan. Iz tog pisma je jasno da je župa postojala i ranije.
Do danas nije poznato tko je bio prvi župnik.

## Župni objekti

### Župna crkva
Današnja crkva Sv.petra i Pavla je jednobrodna crkva s portalnim zvonikom. 
Najstariji dijelovi ove crkve potječu iz 1666. godine. Godine 1863. izgrađen je novi kor i toranj, ali se on s vremenom srušio te ga je 1867. godine zamijenio novi, veći toranj. 

### Župni dvor
Mrzlopoljski župni dvor je izgrađen 1776. godine. To je jedini grkokatolički župni dvor u Žumberku koji se nalazi usred naselja.

### Kapele
- Kapela Presvetog Trojstva, Tomaševci
- Kapela Sv. Petke, Budinjak (liturgija se služi na oba obreda)
- kapelica Sv. Obitelji, Glušinja

### Bivše(urušene) kapele
- Kapela Sv. Nedelje, Budinjak
- Kapela Sv. Vida, Tisovac
- Kapela Sv. Sabe, Dane-Kordići
- Kapela na groblju, Osunja
- Kapela iznad Novih Sela

## Vanjske poveznice
http://www.mojzumberak.com/